# Merel van Dongen
Merel Didi van Dongen (født 11. februar 1993) er en kvindelig hollandsk fodboldspiller, der spillet midtbane/forsvar for Atlético Madrid Primera División og Hollands kvindefodboldlandshold. Hun har tidligere spillet for hollandske Ajax og Real Betis, før hun i juli 2020 skiftede til den spanske topklub Atlético Madrid.
Hun var desuden med til at vinde sølv ved VM i fodbold for kvinder 2019 i Frankrig.

## Meritter

### Klubber

#### ADO Den Haag
- Æresdivisionen (1): 2011-12
- KNVB Cup (1): 2011–12

#### Ajax
- Æresdivisionen (1): 2016-17
- KNVB Cup (1): 2016–17

### Internationalt
- Algarve Cup: 2018[2]
- VM i fodbold for kvinder Sølv: 2019